# Alteregó
Az alteregó (latin: alter ego = másik én) egy második személyiség az emberen belül. Ezt a fogalmat a 19. század elején hozták létre, amikor a pszichológusok először definiálták a disszociatív személyiségzavart.
Az alteregó kifejezés használatos irodalmi analízisokban és összehasonlításokban olyan szereplők leírására, akik pszichológiailag megegyeznek, illetve alteregói az írónak, tehát olyan fiktív személyek, akik viselkedésükben, beszédükben és gondolataikban a szerzővel azonosak.
Robert Louis Stevenson regényében, a Dr. Jekyll és Mr. Hyde különös esetében ábrázolja azt az elgondolást, amely szerint a jó és a gonosz egy emberen belül létezik, s a két én folyamatosan harcol egymással. Edward Hyde a szó szoros értelmében a doktor másik énje, a pszichopata, aki irányíthatatlanná válik a civilizált társadalom szabályai miatt, s aki megosztja a testet a doktorral.
A szakszó illetve a koncepció sűrűn megjelenik a populáris regényirodalomban, például a képregényekben, mint a szuperhős titkos identitása.